# العيون (ولاية الطارف)
العيون بلدية بلدية تابعة لدائرة القالة بولاية الطارف الجزائرية.

## الموقع الجغرافي
تقع بلدية العيون أقصى شرق الجزائر بين رمل السوق والسوارخ يقطنها نحو 12000 نسمة